# 1998年の音楽
1998年の音楽（1998ねんのおんがく）では、1998年（平成10年）の音楽分野に関する出来事について記述する。
1997年の音楽-1998年の音楽-1999年の音楽

## 概要・できごと (日本)
- 1997年に発売されロングヒットしたGLAYのベスト・アルバム『REVIEW-BEST OF GLAY』がglobeのアルバム『globe』の売上を上回り歴代最高アルバム売上の記録を更新。1998年に発売されたB'zのベスト・アルバム『B'z The Best "Pleasure"』がこれを更に上回り記録を更新した[1]。
- 日本でのCDプレーヤーの普及率 59.9% (内閣府「消費動向調査」)[2]。
- CD売り上げがピークでCD絶頂期を迎えた。CD売り上げが総計で4億5717万枚に達した。
- ミリオンセラーのシングルが14作、アルバムが25作。
- 宇多田ヒカルが、シングル『Automatic/time will tell』でCDデビュー。
- 出産、育児のため休業していた安室奈美恵がNHK紅白歌合戦で1年ぶりに復帰。
- 宇多田ヒカルの「Automatic」は8cmと12cmを合算した場合、累計で200万枚を超えている。
- GLAY、L'Arc〜en〜Cielの最盛期。GLAYは「誘惑」が年間1位を獲得。「SOUL LOVE」との同時発売で、オリコン週間1位・2位を独占した。L'Arc〜en〜Cielは7月8日に「HONEY」、「花葬」、「浸食」のシングル3作を同時発売し、3作全てが90万枚以上を売り上げた。「HONEY」と「花葬」はミリオンセラーを記録。
- 1997年から活動を休止していたMr.Childrenが活動再開。「終わりなき旅」がミリオンセラー。
- SPEED、KinKi Kidsの楽曲が前年に引き続きミリオンヒットを飛ばす。
- つんく♂プロデュースのモーニング娘。が大ヒットを飛ばした。

## 詳細

### 2月
- 11日 - 活動休止中のMr.Childrenが、1年ぶりのシングル『ニシエヒガシエ』をリリース。

### 4月
- 10日 – 浜田省吾が2001年まで続く3年超のロングツアー「ON THE ROAD 2001」を開催する。
- 30日 – 1995年10月の『Message/今このひとときが遠い夢のように』発売後、音楽活動を休業していた福山雅治が、この日発売の2年半振りのシングル「Heart/you」を引っさげて音楽活動再開。

### 5月
- 2日 – X JAPANのhideが他界。葬儀では、築地本願寺周辺に約5万人（報道では5万と発表されたが、実際には7～8万人が詰め掛けたとされる）のファンが押し寄せた。
- 9日 – 第43回ユーロビジョン・ソング・コンテストがイギリス・バーミンガムで開催。ダナ・インターナショナル（イスラエル）が優勝。
- 18日 – GLAYのHISASHIがライブ中に、ステージからのジャンプで足首を骨折。
- 20日 – 9月にデビュー10周年を迎えるB'zがベスト・アルバム「B'z The Best "Pleasure"」を発売。

### 7月
- 8日 – L'Arc〜en〜Cielがこの日に『HONEY』、『花葬』、『浸食 〜lose control〜』のシングル3タイトル同時発売。

### 9月
- 20日 - B'zが5月発売の「B'z The Best "Pleasure"」に続くベストアルバム「B'z The Best "Treasure"」を発売。

### 10月
- 21日 - Mr.Childrenが、この日発売のシングル「終わりなき旅」で1年6ヶ月ぶりに活動再開を果たす。

### 11月
- 18日 - チェッカーズのデビューから15周年、ソロデビュー5周年の2つの節目を迎えた藤井フミヤが、ポニーキャニオンに遺した全てのシングルを網羅したソロ初のシングルコレクション「SINGLES」を発売。

### 12月
- 月中 - シャ乱Qのしゅうが未成年女性への暴行事件を起こしバンドを脱退。同時に同バンド内のユニット・スーパー!?テンションズも事実上の活動停止となる。
- 31日 – 第49回NHK紅白歌合戦放送。紅組トリならびに大トリは和田アキ子、白組トリは五木ひろし。Kiroro、DA PUMP、ブラックビスケッツ、ポケットビスケッツ、モーニング娘。、L'Arc〜en〜Ciel、LUNA SEAが初出場。

## 洋楽シングル
- アリーヤ – Are You That Somebody
- ブライアン・アダムス&メラニーC「ウエン・ユア・ゴーン」
- ブランディ&モニカ「ザ・ボーイ・イズ・マイン」[3]
- オール・セインツ – Never Ever
- オール・セインツ – Bootie Call
- Bachelor Girl – Buses and Trains
- Beastie Boys – Intergalactic
- Beastie Boys – Body Movin’
- ブランディ – Top of the World
- ブランディ – Have You Ever?
- コアーズ – What Can I Do
- セリーヌ・ディオン「マイ・ハート・ウィル・ゴー・オン」
- Dインフルエンス「ロック・ウィズ・ユー」[注 1]
- エアロスミス - 「ミス・ア・シング」
- シェール - 「ビリーヴ」
- シャナイア・トウェイン - 「スティル・ザ・ワン」
- スパイス・ガールズ「ビバ・フォーエヴァー」
- ネクスト「トゥー・クロース」
- ブライアン・アダムス&メラニーC「ウエン・ユア・ゴーン」
- ブランディ&モニカ「ザ・ボーイ・イズ・マイン」[3]
- ブリトニー・スピアーズ - 「ベイビー・ワン・モア・タイム」
- ホイットニー・ヒューストン&マライア・キャリー - 「ホエン・ユー・ビリーヴ」
- マドンナ - 「フローズン」「レイ・オブ・ライト」[4]
- モニカ「ザ・ファースト・ナイト」[5]
- ロビー・ウィリアムズ「ミレニアム」

## 洋楽アルバム
- アーロン・カーター - 『アーロン・カーター』
- クーリオ – 『マイ・ソウル』
- グロリア・エステファン『グロリア!』
- バディ・ガイ『ヘビー・ラブ』
- R.E.M. – Up
- ブルース・スプリングスティーン – Tracks
- ロッド・スチュアート – When We Were the New Boys
- System of a Down – System of a Down
- シャナイア・トウェイン『カム・オン・オーバー』
- スマッシング・パンプキンズ – Adore
- VA『ジャッキー・ブラウン』OST[注 2]
- VA『ブルース・ブラザーズ2000』OST[注 3]

## ジャズ
- デイヴ・ホランド『ポインツ・オブ・ビュー』
- Zeena Parkins: No Way Back
- Evan Parker: Drawn Inward
- Keith Tippett, Mujician: Colours Fulfilled
- Eric Reed: Pure Imagination
- World Saxophone Quartet: Selim Sivad: a Tribute to Miles Davis

## クラシック
- レナード・バラダ『フォーク・ドリームズ』

## 日本の総合シングル上位曲
※集計期間 1997年12月1日付 - 1998年11月30日付
データ集計会社 オリコン
- 1位 GLAY：「誘惑」
- 2位 SMAP：「夜空ノムコウ」
- 3位 SPEED：「my graduation」
- 4位 BLACK BISCUITS：「タイミング 〜Timing〜」
- 5位 GLAY：「SOUL LOVE」
- 6位 Kiroro：「長い間」
- 7位 L'Arc〜en〜Ciel：「HONEY」
- 8位 KinKi Kids：「愛されるより 愛したい」
- 9位 Every Little Thing：「Time goes by」
- 10位 KinKi Kids：「全部だきしめて／青の時代」
- 11位 hide with Spread Beaver：「ピンク スパイダー」
- 12位 J-FRIENDS：「明日が聴こえる／Children's Holiday」
- 13位 SPEED：「ALL MY TRUE LOVE」
- 14位 L'Arc〜en〜Ciel：「花葬」
- 15位 L'Arc〜en〜Ciel：「snow drop」
- 16位 SPEED：「ALIVE」
- 17位 B'z：「HOME」
- 18位 KinKi Kids：「ジェットコースター・ロマンス」
- 19位 Mr.Children：「終わりなき旅」
- 20位 L'Arc〜en〜Ciel：「浸食 〜lose control〜」
- 21位 ポケットビスケッツ：「POWER」
- 22位 the brilliant green：「There will be love there -愛のある場所-」
- 23位 hide with Spread Beaver：「ever free」
- 24位 大滝詠一：「幸せな結末」
- 25位 L'Arc〜en〜Ciel：「winter fall」
- 26位 L'Arc〜en〜Ciel：「DIVE TO BLUE」
- 27位 L'Arc〜en〜Ciel：「forbidden lover」
- 28位 ブラックビスケッツ：「STAMINA -スタミナ-」
- 29位 LUNA SEA：「STORM」
- 30位 T.M.Revolution：「HOT LIMIT」
- 31位 SIAM SHADE：「1/3の純情な感情」
- 32位 B'z：「さまよえる蒼い弾丸」
- 33位 hide with Spread Beaver：「ROCKET DIVE」
- 34位 SPEED：「White Love」
- 35位 Mr.Children：「ニシエヒガシエ」
- 36位 PENICILLIN：「ロマンス」
- 37位 Every Little Thing：「Face the change」
- 38位 SHAZNA：「SWEET HEART MEMORY」
- 39位 サザンオールスターズ：「LOVE AFFAIR 〜秘密のデート〜」
- 40位 福山雅治：「Heart／you」
- 41位 hide with Spread Beaver：「HURRY GO ROUND」
- 42位 安室奈美恵：「Dreaming I was dreaming」
- 43位 SHAZNA：「White Silent Night／SHELLY」
- 44位 松本梨香：「めざせポケモンマスター」
- 45位 広瀬香美：「promise」
- 46位 MY LITTLE LOVER：「DESTINY／Naked」
- 47位 globe：「wanna Be A Dreammaker」
- 48位 Kiroro：「未来へ」
- 49位 LUNA SEA：「I for You」
- 50位 JUDY AND MARY：「散歩道」

## 日本の総合アルバム上位（邦楽/洋楽）
B'zのベスト・アルバムが歴代最高（当時）の500万枚を突破し、同一アーティストとしては上位に23年ぶりに1位・2位を独占した。
※集計期間 1997年12月1日付 - 1998年11月30日付　集計会社 オリコン
- 1位 B'z：『B'z The Best "Pleasure"』
- 2位 B'z：『B'z The Best "Treasure"』
- 3位 Every Little Thing：『Time to Destination』
- 4位 河村隆一：『Love』
- 5位 松任谷由実：『Neue Musik』
- 6位 サザンオールスターズ：『海のYeah!!』
- 7位 GLAY：『pure soul』
- 8位 MISIA：『Mother Father Brother Sister』
- 9位 SPEED：『RISE』
- 10位 B'z：『SURVIVE』
- 11位 安室奈美恵：『181920』
- 12位 globe：『Love again』
- 13位 T.M.Revolution：『triple joker』
- 14位 BOØWY：『THIS BOØWY』
- 15位 L'Arc〜en〜Ciel：『HEART』
- 16位 the brilliant green：『the brilliant green』
- 17位 華原朋美：『storytelling』
- 18位 サウンドトラック：『タイタニック』
- 19位 GLAY：『REVIEW-BEST OF GLAY』
- 20位 LUNA SEA：『SINGLES』
- 21位 PUFFY：『JET CD (MD)』
- 22位 JUDY AND MARY：『POP LIFE』
- 23位 MAX：『MAXIMUM II』
- 24位 マライア・キャリー：『ザ・ワンズ』
- 25位 TRF：『WORKS -THE BEST OF TRF-』
- 26位 LUNA SEA：『SHINE』
- 27位 広瀬香美：『広瀬香美 THE BEST "Love Winters"』
- 28位 セリーヌ・ディオン：『レッツ・トーク・アバウト・ラヴ』
- 29位 Kiroro：『長い間 〜キロロの森〜』
- 30位 KinKi Kids：『B album』
- 31位 Cocco：『クムイウタ』
- 32位 サザンオールスターズ：『さくら』
- 33位 MY LITTLE LOVER：『NEW ADVENTURE』
- 34位 DEEN：『SINGLES+1』
- 35位 山下達郎：『COZY』
- 36位 相川七瀬：『crimson』
- 37位 DA PUMP：『EXPRESSION』
- 38位 大黒摩季：『MOTHER EARTH』
- 39位 スピッツ：『フェイクファー』
- 40位 hide with Spread Beaver：『Ja,Zoo』
- 41位 岡本真夜：『Hello』
- 42位 SHAZNA：『GOLD SUN AND SILVER MOON』
- 43位 氷室京介：『Collective SOULS 〜THE BEST OF BEST〜』
- 44位 エンヤ：『ペイント・ザ・スカイ 〜ザ・ベスト・オブ・エンヤ（英語版）』
- 45位 MY LITTLE LOVER：『PRESENTS』
- 46位 ゆず：『ゆず一家』
- 47位 X JAPAN：『BALLAD COLLECTION』
- 48位 THE YELLOW MONKEY：『PUNCH DRUNKARD』
- 49位 槇原敬之：『Such a Lovely Place』
- 50位 DREAMS COME TRUE：『SING OR DIE』

## ビデオソフトランキング  (オリコンより)
- 1位 GLAY『HIT THE WORLD GLAY Arena Tour '97 at Yoyogidaiichitaiikukan』1997年リリース
- 2位 GLAY『VIDEO GLAY 3』
- 3位 GLAY『“pure soul”TOUR '98』
- 4位 hide『his iNVINCIBLE dELUGE eVIDENCE
- 5位 SPEED『SPEED VIDEO CLIPS「SPEED SPIRITS I」』
- 6位 SMAP『1997 SMAP LIVE ス（限定版）』
- 7位 ジャニーズJr.『ジャニーズジュニア 素顔』
- 8位 Various Artist『ジャニーズ ファンタジー Kyo to Kyo』
- 9位 L'Arc〜en〜Ciel『A PIECE OF REINCARNATION』
- 10位 KinKi Kids『us（限定版）』
- 11位 SPEED『SPEED First Live 〜Starting Over from ODAIBA〜』
- 12位 KinKi Kids『us』
- 13位 V6『SPACE -from V6 Live Tour'98-』
- 14位 Every Little Thing『THE VIDEO COMPILATION (8 Clips)』
- 15位 T.M.Revolution『VIDEO triple joker』
- 16位 安室奈美恵『Namie Amuro Concentration 20 Live in Tokyo Dome』
- 17位 SOPHIA『philosophy-II』
- 18位 MALICE MIZER『merveilles 〜終焉と帰趨〜 l'espace』
- 19位 SHAZNA『Silent Beauty』
- 20位 JUDY AND MARY『THE POWER STADIUM DESTROY '97』
- 21位 THE YELLOW MONKEY『RED TAPE』
- 22位 Coming Century『? -question-』
- 23位 T.M.Revolution『LIVE REVOLUTION 3 -KING of JOKER-』
- 24位 安室奈美恵『181920 films』
- 25位 MAX『MAXIMUM CLIPS』
- 26位 ASKA『ASKA concert tour kicks』
- 27位 DREAMS COME TRUE『CHILDREN OF THE SUN -LIVE! D.C.T.1998 SING OR DIE-』
- 28位 ブラックビスケッツ『ブラビデオ』
- 29位 山崎まさよし『動く山崎 VIDEO CLIPS 1995-1998』
- 30位 広末涼子『広末涼子スナップビデオ「Making of R.H.」』

## 音楽配信 (日本)

### 音楽配信ゴールド認定シングル
| 作品名                                                         | 認定月     |
| ミリオン                                                       | ミリオン   |
| -------------------------------------------------------------- | ---------- |
| 中島みゆき「糸」                                               | 2018年2月  |
| ダブル・プラチナ                                               |            |
| Kiroro「未来へ」                                               | 2018年5月  |
| プラチナ                                                       |            |
| Every Little Thing「Time goes by」                             | 2014年1月  |
| Kiroro「長い間」                                               | 2015年4月  |
| L'Arc〜en〜Ciel「HONEY」                                       | 2016年12月 |
| L'Arc〜en〜Ciel「winter fall」                                 | 2021年12月 |
| 宇多田ヒカル「Automatic」                                      | 2022年9月  |
| ゴールド                                                       |            |
| MISIA「つつみ込むように…」                                     | 2013年5月  |
| the brilliant green「There will be love there -愛のある場所-」 | 2014年1月  |
| T.M.Revolution「HOT LIMIT」                                    | 2014年1月  |
| L'Arc〜en〜Ciel「snow drop」                                   | 2014年1月  |
| 反町隆史「POISON 〜言いたい事も言えないこんな世の中は〜」      | 2014年2月  |
| Dragon Ash「陽はまたのぼりくりかえす」                         | 2014年2月  |
| L'Arc〜en〜Ciel「DIVE TO BLUE」                                | 2015年7月  |
| シックスペンス・ノン・ザ・リッチャー「キス・ミー」             | 2015年8月  |
| MISIA「キスして抱きしめて」                                    | 2015年11月 |
| Something ELse「ラストチャンス」                               | 2016年2月  |
| SURFACE「さぁ」                                                | 2016年3月  |
| 奥田民生「さすらい」                                           | 2016年5月  |
| hide with Spread Beaver「ever free」                           | 2016年11月 |
| L'Arc〜en〜Ciel「花葬」                                        | 2016年12月 |
| JUDY AND MARY「散歩道」                                        | 2020年5月  |

### ストリーミング認定シングル
| 作品名                      | 認定月     |
| ゴールド                    | ゴールド   |
| --------------------------- | ---------- |
| ゆず「夏色」                | 2022年9月  |
| 宇多田ヒカル「Automatic」   | 2022年11月 |
| Mr.Children「終わりなき旅」 | 2023年9月  |
| L'Arc〜en〜Ciel「HONEY」    | 2025年2月  |

## 音楽イベント
| 開催日        | タイトル                                  |
| ------------- | ----------------------------------------- |
| 7月4日・5日   | 第16回 PEACEFUL LOVE ROCK FESTIVAL 1998   |
| 7月13日       | ロックロックこんにちは! Version2.0        |
| 7月18日・19日 | 横浜レゲエ祭 1998                         |
| 7月26日       | MEET THE WORLD BEAT 1998                  |
| 8月1日・2日   | FUJI ROCK FESTIVAL 1998                   |
| 8月13日       | Exciting Summer in WAJIKI 1998            |
| 8月22日       | AIR JAM '98                               |
| 8月25日       | 音楽と髭達 '98                            |
| 8月29日・30日 | 6th Sunset Live 1998                      |
| 9月13日       | 定禅寺ストリートジャズフェスティバル 1998 |
| 9月20日       | SPACE SHOWER TV SWEET LOVE SHOWER 1998    |
| 1 2月31日     | 第49回NHK紅白歌合戦                       |

### 日本武道館公演
- 1月3日・4日 - エレファントカシマシ
- 1月28日・29日 - 長渕剛
- 1月30日・31日 - 小田和正
- 2月13日・14日 - 吉川晃司
- 2月18日・19日・20日 - オアシス
- 3月5日 - オジー・オズボーン
- 3月28日・29日 - T.M.Revolution
- 4月20日・21日 - F-BLOOD
- 4月22日 - ダリル・ホール&ジョン・オーツ
- 5月6日・7日 - メタリカ
- 5月8日・9日 - BUCK-TICK
- 5月18日 - 角松敏生
- 6月3日・4日 - 布袋寅泰
- 6月15日・16日・18日・19日 - TUBE
- 6月22日 - Chage
- 6月23日 - スマッシング・パンプキンズ
- 6月26日・27日・28日・30日・7月1日・2日 - 松田聖子
- 7月3日・4日 - TRF
- 8月18日 - 吉川晃司
- 8月25日 - BreakOut祭 '98
- 8月28日・29日 - SOPHIA
- 8月31日 - Iceman
- 9月1日 - Cocco
- 9月5日 - SWEET TRANCE'98～ENDLESS SUMMER～
- 9月7日・8日 - PUFFY
- 10月1日・2日 - JUDY AND MARY
- 10月5日・6日 - L'Arc〜en〜Ciel
- 10月19日・20日 - 相川七瀬
- 10月28日・29日・30日 - ヴァン・ヘイレン
- 11月2日 - DIR EN GREY
- 11月16日 - 奥田民生
- 12月2日 - MISIA
- 12月7日・8日・10日・11日・12日 - 矢沢永吉
- 12月14日・15日 - 長渕剛
- 12月20日・21日 - 藤井フミヤ
- 12月22日・23日・24日 - THE ALFEE
- 12月26日・27日・28日 - THE YELLOW MONKEY
- 12月30日・31日 - 藤井フミヤ

### 東京ドーム公演
| 日時                      | アーティスト           |
| ------------------------- | ---------------------- |
| 1月11日・14日・17日・20日 | マライア・キャリー     |
| 3月5日                    | U2                     |
| 3月8日・9日               | エアロスミス           |
| 3月12日・14日・16日・17日 | ローリング・ストーンズ |
| 9月29日・30日・10月1日    | SMAP                   |
| 10月9日・10日             | SPEED                  |
| 1 2月23日・24日           | LUNA SEA               |
| 1 2月26日                 | JUDY AND MARY          |
| 1 2月30日・31日           | KinKi Kids             |
| 1 2月31日                 | J-FRIENDS              |

## 音楽賞
| 賞                                       | 受賞作・受賞者 |                      |
| ---------------------------------------- | --- | -------------------- |
| 第40回日本レコード大賞                   | - 日本レコード大賞 -日本レコード大賞 - globe：『wanna Be A Dreammaker』 - アルバム大賞 - Every Little Thing：『Time to Destination』 - 最優秀歌唱賞 - 鳥羽一郎：『龍神』 - 最優秀新人賞 - モーニング娘。：『抱いてHOLD ON ME!』 - 優秀作品賞 - 田川寿美：『哀愁港』 - SPEED：『ALIVE』 - GLAY：『SOUL LOVE』 - Every Little Thing：『Time goes by』 - kiroro：『長い間』 - 川中美幸：『二輪草』 - L'Arc〜en〜Ciel：『HONEY』 - MAX：『Ride on time』 - DA PUMP：『Rhapsody in Blue』 |                      |
| 第39回ゴールデン・アロー賞               | - 大賞 - L'Arc～en～Ciel - 最優秀新人賞 - 深田恭子 |                      |
| 第31回日本有線大賞                       | - 日本有線大賞 - L'Arc〜en〜Ciel『HONEY』 - 最多リクエスト歌手賞 - L'Arc〜en〜Ciel『winter fall』 - 最多リクエスト曲賞 - 川中美幸『二輪草』 - 最優秀新人賞 - Kiroro『未来へ』 |                      |
| 第31回全日本有線放送大賞                 | - グランプリ - L'Arc〜en〜Ciel |                      |
| 第31回下谷賞                             | - 下谷賞 - 高橋伸哉「Wind for Wind」 - 佳作 - 松尾善雄「コンサート・マーチ「未来都市」」 |                      |
| 第31回日本作詩大賞                       | - 大賞 - 山川豊「アメリカ橋」 |                      |
| 第31回日本有線大賞                       | - 大賞 - L'Arc〜en〜Ciel「HONEY」 |                      |
| 第30回サントリー音楽賞                   | - 林光 |                      |
| 第28回モービル音楽賞                     | - 邦楽部門 - 観世榮夫 - 洋楽部門（本賞） - 松本美和子 - 洋楽部門（奨励賞） - 若林顕 |                      |
| 第23回南里文雄賞                         | - 澤田駿吾 |                      |
| 第5回（通算23回）JFNリスナーズアウォード | - Kiroro |                      |
| 第22回長崎歌謡祭（最終回）               | - グランプリ - 北原知佳 - 審査員特別賞 - 大鶴綾香 - ファイナリスト - 清家千晶 |                      |
| 第19回入野賞                             | - Ana MIHAJLOVIC-Leyden『"MUNDUS SENSIBILIS" for piano and orchestra』 |                      |
| 第17回中島健蔵音楽賞                     | - 権代敦彦、松原勝也、吉村七重 |                      |
| 第16回JASRAC賞                           | - 金賞 - Every Little Thing「Time goes by」 - 銀賞 - SPEED「White Love」 - 銅賞 - もののけ姫 BGM - 国際賞 - アタックNo.1 BGM - 外国作品賞 - WHEN YOU WISH UPON A STAR（星に願いを） |                      |
| 第16回咲くやこの花賞 音楽部門            | - 神尾真由子 |                      |
| 第15回現音作曲新人賞                     | - 前田正志 |                      |
| 第12回日本ゴールドディスク大賞           | （対象期間 1997年2月1日 - 1998年1月31日） - 邦楽 - GLAY - 洋楽 - セリーヌ・ディオン |                      |
| 第12回TEENS' MUSIC FESTIVAL              | - ティーンズ大賞･文部大臣奨励賞 - 暮部拓哉 |                      |
| 第9回朝日作曲賞 (合唱)                   | - 入賞 - 長谷部雅彦「「だるまさんがころんだ」より」 - 入賞 - 内野裕樹「Voice of the Air」 - 佳作 - 福島弘和「雨」 |                      |
| 第9回朝日作曲賞 (吹奏楽)                 | - 内藤淳一「マーチ・グリーン・フォレスト」 |                      |
| 第9回出光音楽賞                          | - 梯剛之、佐藤美枝子、福井敬、西本智実、斉藤充正 |                      |
| 第9回日本製鉄音楽賞                      | - フレッシュアーティスト賞 - 横山幸雄 - 特別賞 - 吉井實行 |                      |
| 第9回BSヤングバトル                      | - グランプリ - Brief |                      |
| 第8回芥川作曲賞                          | - 伊藤弘之「2台のピアノとオーケストラのための〈シーシュポスの神話〉」 |                      |
| 第6回渡邉暁雄音楽基金                    | - 音楽賞 - 金洪才 |                      |
| 第3回SPACE SHOWER MUSIC AWARDS 1998      | \| 賞 \| アーティスト・タイトル \| 監督 \| \| ----------------------- \| -------------------------------------------- \| -------------------- \| \| VIDEO OF THE YEAR \| hide with Spread Beaver「ピンク スパイダー」 \| 丹修一 \| \| BEST ALTERNATIVE VIDEO \| ギターウルフ「カミナリワン」 \| 竹内鉄郎 \| \| BEST NEW ARTIST CLIP \| the brilliant green「冷たい花」 \| 浅井健 \| \| BEST INTERNATIONAL CLIP \| ビースティ・ボーイズ「INTERGALACTIC」 \| NATHANIAL HORNBLOWER \|   |                      |
| 賞                                       | アーティスト・タイトル | 監督                 |
| VIDEO OF THE YEAR                        | hide with Spread Beaver「ピンク スパイダー」 | 丹修一               |
| BEST ALTERNATIVE VIDEO                   | ギターウルフ「カミナリワン」 | 竹内鉄郎             |
| BEST NEW ARTIST CLIP                     | the brilliant green「冷たい花」 | 浅井健               |
| BEST INTERNATIONAL CLIP                  | ビースティ・ボーイズ「INTERGALACTIC」 | NATHANIAL HORNBLOWER |

## デビュー
98年は女性アーティストの当たり年で、宇多田ヒカル、浜崎あゆみ、MISIA、椎名林檎、aiko、Kiroro、鈴木あみ、モーニング娘。など、この年から翌年にかけてビッグセールスを記録する歌手が多く、メディアが彼女たちのことを「1998年デビュー組」と呼ぶことがある。

### 1月
- 14日 - tohko「BAD LUCK ON LOVE 〜BLUES ON LIFE〜」
- 21日 - Urara「リアルラブ」
- 21日 - HIIH「feels like 'HEAVEN'」
- 21日 - カロゴンズ「カロゴンズのテーマ」
- 21日 - Kiroro「長い間」
- 21日 - J-FRIENDS「明日が聴こえる/Children's Holiday」
- 21日 - ジョージ・パイ「Spirit of the Power Trio」
- 21日 - 田中有紀美「あなたの涙の場所になりたい」（ソロデビュー）
- 21日 - nona「COOL MOON」
- 21日 - Weiβ kreuz「Beautiful Alone」
- 21日 - 半野喜弘「LIQUID GLASS」
- 21日 - PEEK-A LABEL「START」
- 21日 - Funta「顔でかーい」
- 21日 - FLIP FLAP「たんぽぽ」
- 21日 - 南烏山六丁目プロダクション「ラリパッパブルース」
- 28日 - R-ORANGE「Mysterious Night」
- 28日 - 高橋ジョージ「愛しすぎなくてよかった」（ソロデビュー）
- 28日 - TARO「DREAMS WE SHARE」
- 28日 - モーニング娘。「モーニングコーヒー」
- 28日 - 守永初美「青空のknife」
- 28日 - 山形くるみ「祭り」

### 2月
- 1日 - in〜feel（インフィール）「need」
- 1日 - Jean&Gingers「THE GREATEST HITS」
- 4日 - M-VOICE「SEASON」
- 4日 - GiRL「ONE」
- 4日 - DOUBLE「For me」
- 4日 - LOOSE「Flavor」
- 5日 - Fish&Chips「ハーシー」
- 10日 - スズキサン（イマクニ?・レイモンド・ジョンソン・小林幸子）「とりかえっこプリーズ」
- 11日 - Daisuke Hinata debuting MaMi「WITH」
- 14日 - 等身大の地球儀「等身大の地球儀」
- 14日 - 我那覇美奈「桜のころ」
- 15日 - せがた三四郎「セガサターン、シロ!」
- 18日 - SOY「Sweet Season」
- 18日 - 宮沢和史「Seven Days, Seven Nights」(ソロデビュー)
- 21日 - 秋山紗登子「僕がしてあげられること」
- 21日 - KOH「Remember」「Shine」
- 21日 - 千綿偉功「Take a Chance!」
- 21日 - NAMIOKA「WOMAN」
- 21日 - 長谷川千恵「雪散花」
- 21日 - MISIA「つつみ込むように…」
- 21日 - ゆず「ゆずマン」
- 21日 - THE LUST URBAN COWBOY「WHITE LIGHTNING」「SLAVE OF ROCK’N ROLL」
- 22日 - 'else「"666"」
- 25日 - Zillion SONIC「EMERALD」
- 25日 - What a sweet!「春・Vacation」

### 3月
- 1日 - 神山剛「明日」
- 1日 - Kneuklid Romance「LINK」
- 1日 - pal@pop「空想X」
- 1日 - ラズベリー「いちご畑」
- 1日 - LaB LIFe「ホーム*ルーム」
- 18日 - ダンス☆マン「背の高いやつはジャマ」
- 21日 - al.ni.co「TOY$!」
- 21日 - 倉本美津留「しやわせ」
- 21日 - J.A.P.「JUST LIKE BAD」「UNDERGROUND KING」
- 21日 - Supersonic Float「最高な日々」
- 21日 - 田渕岩夫&祇園美年子「もう一度京都パートII」
- 21日 - T's J「ファンクの心」「T's J」
- 21日 - 豊嶋真千子「自分のいちばん/セット・ミー・フリー」
- 21日 - パイレーツ「INCANTATION」
- 21日 - THE FINAL st.AGE「FINAL STAGE I」
- 21日 - PEPPERLAND ORANGE「二人乗りの自転車」
- 21日 - 松崎ナオ「花びら」
- 21日 - MO-J TRAX featuring YUKA「恋は始まったばかり」
- 21日 - YU-RA「INNOCENT TIME」
- 25日 - DJ HASEBE「adore」
- 25日 - 2丁拳銃「逢いたくて」
- 25日 - benzo「抱きしめたい」

### 4月
- 1日 - D.I.E.「FRAGILE」
- 1日 - NUU「青いドレス」
- 1日 - ROUND TABLE「Feelin’ Groovy」
- 3日 - クリスティ&クリントン「BEGINNING」
- 8日 - 遠藤久美子「好きなら好きっ!」
- 8日 - 浜崎あゆみ「poker face」（再デビュー）
- 15日 - 戸塚晴巳「You are the ONE」
- 15日 - ゆらゆら帝国「3×3×3」
- 21日 - COA「Chase The Wind」
- 21日 - 山口アヤ「AYA」
- 22日 - 明智ハナエリカ「とびきりの笑顔」
- 22日 - electric combat「すべては僕らのために」
- 22日 - Angel's CAMP「Sacrifice」
- 22日 - グミ「Catch You Catch Me」
- 22日 - Clip Clap「サヨナラ」
- 22日 - さやか「Imaginal?」
- 22日 - SEX MACHINEGUNS「HANABI-la大回転」
- 22日 - Non「Dear Friends」
- 22日 - 爆笑問題「爆笑問題のハッピー・タイム歳時記」
- 22日 - BAMBINO「Freekey」
- 22日 - Barefoot「かごの中の鳥だけど僕…」
- 22日 - Rubii「WAKE UP MY HEART」
- 22日 - ROVO「VITAMIN!」
- 23日 - Ring「Process」
- 24日 - 片桐彩子「Tomorrow」
- 24日 - マルチフォニック・アンサンブル「king of may」
- 25日 - 本多隆文「NUDE」
- 29日 - water「クローバー」
- 29日 - XL「XL (EXTRA LARGE)」
- 29日 - KOKIA「愛しているから」
- 29日 - DON'T LOOK BACK「Don't Look Back」
- 29日 - 永瀬冴子「境界線の向こう側～ビヨンド・ザ・ボーダーライン～」
- 29日 - 野猿「Get down」

### 5月
- 2日 - ASA-CHANG&巡礼「タブラマグマボンゴ」
- 5日 - ケリー・プライス（英語版）「Friend of Mine」
- 8日 - 奈良井恭子「BABY、きれいになろ」
- 20日 - ALL I NEED「Running over me」
- 20日 - MAICO「MAICOは踊る」
- 21日 - 川原亜矢子「グレイの風の街」
- 21日 - Jeni-Jeni「本日開店!」
- 21日 - 真行寺恵里「IN MY DREAM」
- 21日 - SUPER SOUL SONICS「JET LOVE MACHINE」
- 21日 - ブリーフ&トランクス「さなだ虫」
- 21日 - 八島義郎「恋の大阪」
- 25日 - 日影の忍者勝彦オールスターズ「日影の忍者勝彦」
- 25日 - 山本麻里安「みつあみ」
- 21日 - Lavender「Fragrance」
- 27日 - IZAM with ASTRAL LOVE「素直なままで」(ソロデビュー)
- 27日 - Coming Century「夏のかけら」
- 27日 - 椎名林檎「幸福論」
- 27日 - SURFACE「それじゃあバイバイ」
- 27日 - Breath「Reject」
- 27日 - 山崎邦正「ヤマザキ一番!」
- 29日 - B.B.WAVES「Song for You」

### 6月
- 3日 - 北野井子「Begin」
- 3日 - 黒沢健一「WONDERING」
- 3日 - RAMAR「ヒマワリ」
- 3日 - ゆず「夏色」（メジャーデビュー）
- 10日 - Galla「罪に罰を」
- 10日 - セロファン「That's Life」
- 10日 - Blüe「SHELLY」
- 13日 - 今野久美「地図にない町」
- 17日 - 加藤妙子「ビーナス」
- 17日 - 木村佳乃「イルカの夏」
- 17日 - SPLASH「Memory&Melody」
- 17日 - 田村恵「ペルーの花嫁」
- 20日 - Woman's Soul「throw away」
- 20日 - COLDFEET「PUSSYFOOT」
- 20日 - Satisfaction「≒ nearly equal」
- 24日 - AH「AH」
- 24日 - イノトモ「溶けてゆく午後」
- 24日 - Eliphas Levi「リデルの赤い書物」
- 24日 - エレキハチマキ「ブルージーンズ」
- 24日 - Crybaby「わからずや」
- 24日 - D'avidノ使徒:aL（ダビデしとアエル）「☆ □」
- 24日 - ROCKY CHACK「SMILE IN THE HOLE」
- 25日 - SHEEP「カラスが鳴いてホームレスがこたえる」

### 7月
- 1日 - 大石恵「恋人達の明日」
- 1日 - 大沢たかお「Rain」
- 1日 - 鈴木あみ「love the island」
- 1日 - sugiura philharmony orchestra「sakura」
- 1日 - 山上ジュン「負け犬」
- 1日 - ユースケ・サンタマリア「お世話になります」
- 1日 - LUVandSOUL「星空を見上げて」
- 3日 - B-LAND「1999」
- 8日 - 木村由姫「Summer Rain」
- 17日 - aiko「あした」
- 17日 - 嶋野百恵「baby baby,service」
- 18日 - 小畑由香里「door」
- 18日 - THE CREATOR OF「GRATEFUL DAYS」
- 18日 - PooL「Bye Bye ダーリン」
- 18日 - ポケモンキッズ&オーキド博士（+ピカチュウ）「ピカピカまっさいチュウ」
- 18日 - てれび戦士「君にクラクラ」
- 18日 - heaco「The Best」
- 23日 - Agnus Dei「valse」
- 23日 - 寿「継いでゆくもの」
- 23日 - Switch Style「METRONOME」
- 23日 - zilch「3・2・1」
- 23日 - Viva Unity「’hood」
- 23日 - Missalina Rei「～月花白麗～」
- 23日 - MISSION「素肌の季節」
- 25日 - ZENITH（ジーニス）「AFTER THE RAIN」
- 29日 - Fayray「太陽のグラヴィティー」

### 8月
- 1日 - SGガールズ「センチな夏休み」
- 1日 - GELUGUGU「100 SKA」
- 12日 - chez vous（シェブー）「きっといつか…」
- 21日 - 大藤史「季節を抱きしめて」（ソロデビュー）
- 21日 - THE JERRY LEE PHANTOM「Dr. Lee Ryder」
- 21日 - Hi-Tech Kinema「Hey!La La」
- 21日 - misa joey「Slow & Hold」
- 21日 - LIFE RECORDERS「僕にだけ吹く風」
- 26日 - aie「MERRY KILLING」
- 26日 - 北川大介「前橋ブルース」
- 26日 - キリンジ「双子座グラフィティ」
- 26日 - JOLLY PICKLES「MIDNIGHT OF MADNESS」
- 26日 - 白石朋也「KEEP ON DRIVIN’」
- 26日 - NOi'X（ノア）「CROiX」
- 26日 - ΦPhI「φ」
- 26日 - LOOSAR「Welcome」

### 9月
- 2日 - ARCH「新しい光」
- 2日 - 椎名祐海「太陽」
- 2日 - BETCHIN'「Nice Vibration」
- 9日 - 上田まり「伝えたい」
- 9日 - 高原ビール「さかなウーマン」
- 9日 - ステイツマン「HOME TOWN」
- 9日 - No'where「Another World」
- 9日 - PIERROT「クリア・スカイ」
- 18日 - cool drive makers「アモレゴ」
- 18日 - 虹伝説「虹を継ぐ覇者」
- 18日 - LIKE UNCOLORED VELVET「人生は甘くない」
- 19日 - センチメンタル・バス「よわむしのぬけがら」
- 19日 - 七尾旅人「オモヒデ オーヴァ ドライヴ」
- 19日 - LUKA「For What?」
- 19日 - 宮田和弥「smash」（ソロデビュー）
- 23日 - SR Smoothy「Missing You」
- 23日 - ef collage「Today」
- 23日 - superbrunch「GOES NOWHERE」
- 23日 - 六三四「Far East Groove」
- 23日 - RAPTURE「永遠の眠りの中で…」
- 23日 - WINO「Devil's own [mix No.4]」
- 25日 - PRESEDIA「Painy Star Dust」
- 30日 - Chage「トウキョータワー」(ソロデビュー)

### 10月
- 1日 - 市川実和子「市川実和子」
- 1日 - KARAFUTO「shadow」
- 7日 - advantage Lucy「シトラス e.p.」
- 7日 - SILVA「Sachi」
- 7日 - ステレオタイプス「Cool Resistance in the Bedroom」
- 7日 - HUSKING BEE「PUT ON FRESH PAINT」
- 21日 - 磯野テルオ「名もない星座たち」
- 21日 - ILLUMINA「忘れないで」
- 21日 - S.E.S.「めぐりあう世界」
- 21日 - key「予感」
- 21日 - くるり「東京」
- 21日 - COIL「天才ヴァガボンド」
- 21日 - JE REVIENS（ジュルビアン）「Ne phesh」
- 21日 - BEAT KIDS「LUCKY BOY」
- 21日 - MALAWI ROCKS「res.」
- 23日 - 福田舞「天使のゆびきり」
- 28日 - The Kaleidoscope「River flows」
- 31日 - J-SLASH「Rock Street」
- 31日 - JENKA「Again and Again」
- 31日 - PAM&PAT「“LOVE,LOVE,GARAXY”」
- 31日 - Hysteric Blue「RUSH!」

### 11月
- 1日 - NORTHERN BRIGHT「NORTHERN BRIGHT e.p.」
- 1日 - Macaroni「Stupid Life e.p.」
- 4日 - 未来玲可「海とあなたの物語」
- 6日 - ネプチューン「君を探して」
- 18日 - タンポポ「ラストキッス」
- 18日 - 八反安未果「Miss You 〜忘れないで〜」
- 18日 - 堀江由衣「my best friend」（プレデビュー）
- 21日 - 面影ラッキーホール「代理母」
- 21日 - カメラマンズ「GET A STRIKE」
- 21日 - 川野夏美「あばれ海峡」
- 21日 - 19「あの青をこえて」
- 21日 - 高橋美佳子「忘れない季節〜DREAMIN'TOMORROW〜」
- 21日 - njuk（ニューク）「手をつなぐよりも強く」
- 21日 - BLACK RAYS「ISSUE 415 ep」
- 21日 - ロケットマン「フライング・ロケットマン」
- 26日 - L'luvia「スキスキ♡マイガール」

### 12月
- 1日 - CROSSWALK「束の間」
- 2日 - 浜崎貴司「ココロの底」（ソロデビュー）
- 9日 - 宇多田ヒカル「Automatic/time will tell」
- 9日 - チェキッ娘「抱きしめて」
- 16日 - WEED HEAD MONSTER「RAZE OF LIFE」
- 16日 - La feerie「La berceuse」
- 16日 - LU⊃A「Eternal Blue」
- 18日 - 西田昌史「Re-Set」
- 18日 - But Sweet「FAKED or REAL」
- 21日 - Roboshop Mania「Smile & Shine」
- 23日 - 青山陽一「最後はヌード」

## 結成

### 日本
- arp（ - 2010年）
- I've
- アクアマリン
- ASA-CHANG&巡礼
- AN's ALL STARS
- iyiyim（ - 2008年）
- 175R（ - 2010年、2016年 - ）
- 韻シスト
- エスカーゴ（ - 2002年）
- m-flo
- ELLEGARDEN（ - 2008年、2018年 - ）
- GiRL（ - 2000年）
- カチンバ1551
- CANNABIS（ - 2003年）
- COMEBACK MY DAUGHTERS
- can/goo
- Keno（ - 2001年）
- キセル
- ギルト（ - 2000年）
- キンモクセイ（ - 2008年、2018年 - ）
- くものすカルテット
- クラッシュ・イン・アントワープ（ - 2004年）
- GourmetClub
- CORE OF SOUL（ - 2006年）
- 高鈴（ - 2017年）
- COLDFEET
- コブクロ
- the Indigo（ - 2010年?）
- Thee 50's high teens（ - 2018年）
- THE BACK HORN
- the band apart
- サイキックラバー
- SURVIVE
- Zipang（ - 2001年）
- SeanNorth
- しゃかり
- 19（ - 2002年）
- JURASSIC（ - 2018年）
- sweet velvet（ - 2001年）
- STANCE PUNKS
- ストレイテナー
- SPARTA LOCALS（ - 2009年、2016年 - ）
- Spangle call Lilli line
- sleepy.ab
- セックスマシーン→セックスマシーン!!
- セツナブルースター（ - 2008年）
- セブンハウス（ - 2002年）
- SOUL OF LIBERTY
- 宙組
- 太鼓芸術鼓宮舞
- ダッチマン（ - 2005年）
- チェキッ娘（ - 1999年）
- Chatter 8th woman（ - 2003年）
- TIJUANA BROOKS
- DeviceHigh（ - 2011年）
- tef tef（ - ?）
- 天誅
- TOMATO CUBE（ - 2002年）
- トルネード竜巻（ - 2009年）
- nano.RIPE
- NITRO MICROPHONE UNDERGROUND（ - 2012年、2019年 - ）
- ネルソンスーパープロジェクト（ - 2008年?）
- No'where（ - 2000年）
- 花*花（ - 2003年、2009年 - ）
- PaniCrew
- 浜松フィルハーモニー管弦楽団
- paris match
- ハンバート ハンバート
- ひのき屋
- 福耳
- fra-foa（ - 2005年）
- BLue-B（ - 2000年）
- flex life
- FLOW
- PEAR OF THE WEST
- PEPPERLAND ORANGE（ - 1999年）
- BOAT（ - 2001年）
- HOTSQUALL
- MAJI NA DAMU（ - 2004年）
- Marsh-Mallow
- Mighty Jam Rock
- マキシマム ザ ホルモン
- Mad Soldiers（ - 2004年、2016年 - ）
- MADBEAVERS（ - 2016年）
- MISSION（ - 2000年）
- むさし野ジュニア合唱団『風』
- MUSHA×KUSHA
- メトロノーム（ - 2009年、2016年 - ）
- 妄走族（ - 2015年）
- 桃梨
- MONGOL800
- 野猿（ - 2001年）
- YOUR SONG IS GOOD
- LUNKHEAD
- rumania montevideo（ - 2002年、2019年 - ）
- Local Bus
- locofrank
- ROCKY CHACK
- LONG SHOT PARTY（ - 2010年）
- WAG（ - 2006年）
- 倭太鼓飛龍

### 日本国外
- アクセンスター
- アドバンテージ（ - 2016年）
- アルバム・リーフ
- アンダーオース（ - 2013年、2015年 - ）
- イーグルス・オブ・デス・メタル
- イル・ニーニョ
- ウィシン&ヤンデル（ - 2022年）
- ウエストライフ（ - 2012年、2018年 - ）
- A*Teens（ - 2004年）
- A1（ - 2002年、2009年 - ）
- エヴァネッセンス
- エデンブリッジ
- M2M（ - 2002年）
- オール・ザット・リメインズ
- オホス・デ・ブルッホ（ - 2011年）
- キドニーシーヴス（ - 2004年、2007年 - ）
- クランデスティン・ブレイズ
- 功勲国家合唱団
- ゴリラズ
- ザ・パンクルズ（ - 2006年）
- ザ・ラプチャー（ - 2013年、2019年 - ）
- Circle（ - 2000年）
- サーティー・セカンズ・トゥ・マーズ
- サンバスンダ
- シュガーベイブス
- 神話（ - 2008年、2012年 - ）
- スマイル・エンプティ・ソウル
- スライス（ - 2012年、2015年 - ）
- 葬尸湖
- ダーケイン
- t.A.T.u.
- ティア
- テラー・スクワッド（ - 2006年）
- トワイライトニング（ - 2009年）
- ヌーメナ
- ネミック（ - 2014年）
- ヴァーテイン
- ヴィジョン・ディヴァイン
- Fin.K.L.（ - 2005年）
- ファイアーウインド
- ブラック・レーベル・ソサイアティ
- フリーダム・コール
- ブルーフォード・レヴィン・アッパー・エクストリミティーズ（ - 2000年）
- ブレイキング・ベンジャミン
- ブレインヴィル（ - 2006年）
- ブレット・フォー・マイ・ヴァレンタイン
- ボーネラマ
- マイ・モーニング・ジャケット
- マジック・キングダム
- ミディヴァル・パンディッツ
- メアリー・メアリー（ - 2012年）
- ララクライ（ - 2014年）
- リトル・ビッグ・タウン
- リベラ
- レモン・ジェリー（ - 2008年）
- ロイクソップ
- 1TYM（ - 2006年）

## 再結成
- アーティレリー（ - 2000年）
- ARB（ - 2006年）
- カルチャー・クラブ（ - 2000年）
- カルマ
- トワ・エ・モワ
- BOWWOW
- ベイ・シティ・ローラーズ（ - 2000年）
- モダン・トーキング（ - 2003年）
- 横須賀サーベルタイガー（ - 2001年）
- ザ・リアル・キッズ（ - 1999年）
- ルネッサンス（ - 2002年）
- レイジー
- ロスト・ホライズン

## 解散・活動休止
- 2月12日 - FLYING KIDS（2007年再結成）
- 2月 - ジンサク
- 2月 - BY-SEX
- 4月 - KARAK
- 6月 - トード・ザ・ウェット・スプロケット（2002年再結成）
- 8月30日 - SPYKE
- 9月9日 - BLUE BOY
- 9月 - SHOW-YA（2005年再結成）
- 10月31日 - Kill=slayd
- 11月30日 - modern grey
- 12月 - 憂歌団（2013年再結成）

### 年内
- ア・トライブ・コールド・クエスト（2006年再結成）
- EAST END（2003年活動再開）
- ヴォーグ
- エクソダス
- エスカレーターズ
- エマーソン・レイク・アンド・パーマー
- ガスター・デル・ソル
- GANASIA
- キャスター
- Ground Zero
- ゲイツ・オヴ・イシュター（2015年再結成）
- サード・パーソン
- サフォケイション（2003年再結成）
- stereo criminals
- SLY
- スリーパー
- スリープ
- Sleep My Dear
- ソウル・II・ソウル
- ツー・ライヴ・クルー
- ディジー・ミズ・リジー
- デッド・カン・ダンス
- トゥイステッド・シスター
- Nobodys（2007年活動再開）
- BBCレディオフォニック・ワークショップ
- ビッグ・オーディオ・ダイナマイト（2011年再結成）
- フェイス・ノー・モア（2009年再結成）
- ブラック・グレープ
- ブルータル・トゥルース（2006年再結成）
- ザ・プレジデンツ・オブ・ザ・ユナイテッド・ステイツ・オブ・アメリカ
- ヘルメット（2004年活動再開）
- ホワイト・ゾンビ
- MANISH
- ミネラル
- ミリ・ヴァニリ
- メンズウェア
- モータル・シン
- ラスク
- ラン・オン

## 長野五輪テーマ曲

### 公式イメージソング
- 『SHARE 瞳の中のヒーロー』杏里

作詞・作曲：杏里

### 公式サポートソング
- 『銀色の夢 〜All over the world〜』DEEN

作詞：池森秀一　作曲：山根公路　編曲：池田大介

### テレビ局
| 局         | アーティスト・曲名          | クレジット                                                        |
| ---------- | --------------------------- | ----------------------------------------------------------------- |
| NHK        | 『Shooting Star』F-BLOOD    | 作詞：藤井フミヤ 作曲：藤井尚之 編曲：小倉博和、有賀啓雄＆F-BLOOD |
| 日本テレビ | 『明日が聴こえる』J-FRIENDS | 作詞：松井五郎 作曲：織田哲郎                                     |
| TBS        | 『Unite! The Night!』TRF    | 作詞・作曲・編曲：富樫明生                                        |
| フジテレビ | 『湾岸スキーヤー』少年隊    | 作詞：秋元康 作曲：山下達郎／AlanO'Day 編曲：井上鑑               |
| テレビ朝日 | 『見つめていたい』Romi      | 作詞:TAKURO & 長島三奈 作曲・編曲:TAKURO                          |
| テレビ東京 | 『愛は愛さ』田原俊彦        |                                                                   |

## 誕生
出身地または国籍が日本である人物の国名表記は省略。

### 1月〜6月
| 生年月日・年齢        | 名前                               | 出身           | 職業・所属・備考                                         |
| --------------------- | ---------------------------------- | -------------- | -------------------------------------------------------- |
| 1998年1月4日（27歳）  | ココ・ジョーンズ                   | アメリカ合衆国 | 歌手・女優                                               |
| 1998年1月4日（27歳）  | ライザ・ソベラノ                   | フィリピン     | モデル・女優・歌手                                       |
| 1998年1月6日（27歳）  | 愛沢優姫乃                         | 北海道         | 歌手、元きゅい〜ん'ズ                                    |
| 1998年1月7日（27歳）  | 木津つばさ                         | 広島県         | 歌手・俳優、元XOX                                        |
| 1998年1月8日（27歳）  | 青宮鑑                             | 東京都         | モデル・女優・歌手、元G☆Girls                            |
| 1998年1月9日（27歳）  | 辰巳ゆうと                         | 大阪府         | 演歌歌手                                                 |
| 1998年1月9日（27歳）  | 矢部昌暉                           | 東京都         | ミュージシャン、DISH//                                   |
| 1998年1月10日（27歳） | カトリーナ陽子                     |                | 歌手・ものまねタレント                                   |
| 1998年1月11日（27歳） | 風戸蘭七                           | 埼玉県         | シンガーソングライター                                   |
| 1998年1月12日（27歳） | 小栗かこ                           | 愛知県         | 元歌手、元GEM/元ONE CHANCE                               |
| 1998年1月12日（27歳） | 堂村璃羽                           | 兵庫県         | ラッパー                                                 |
| 1998年1月14日（27歳） | 村上来渚                           | 大阪府         | 歌手、元GEM                                              |
| 1998年1月16日（27歳） | 宇佐美幸乃                         | 東京都         | 歌手、Luce Twinkle Wink☆                                 |
| 1998年1月16日（27歳） | スングァン                         | 韓国           | 歌手、SEVENTEEN                                          |
| 1998年1月17日（27歳） | 和泉ひより                         | 埼玉県         | 歌手、KAQRIYOTERROR                                      |
| 1998年1月18日（27歳） | JINNY                              | 韓国           | 歌手、SECRET NUMBER                                      |
| 1998年1月20日（27歳） | 岡田隆之介                         | 大阪府         | 俳優・歌手、ASAP                                         |
| 1998年1月20日（27歳） | 河野純喜                           | 奈良県         | 歌手、JO1                                                |
| 1998年1月22日（27歳） | サイレント                         | アメリカ合衆国 | ラッパー                                                 |
| 1月23日（20歳没）     | XXXテンタシオン                    | アメリカ合衆国 | ラッパー、+2018年                                        |
| 1998年1月23日（27歳） | 坂田将吾                           | 熊本県         | 声優・歌手                                               |
| 1998年1月24日（27歳） | 伊藤千由李                         | 愛知県         | 歌手、元チームしゃちほこ                                 |
| 1998年1月24日（27歳） | 門前亜里                           | 神奈川県       | 女優・歌手、元ハコイリ♡ムスメ                            |
| 1998年1月24日（27歳） | 神志那結衣                         | 福岡県         | 歌手、元HKT48                                            |
| 1998年1月24日（27歳） | 脇あかり                           | 大分県         | 歌手、東京パフォーマンスドール                           |
| 1月26日（25歳没）     | ムンビン                           | 韓国           | 歌手、ASTRO                                              |
| 1998年1月27日（27歳） | 穴見真吾                           | 愛知県         | ベーシスト、緑黄色社会                                   |
| 1998年1月27日（27歳） | 上白石萌音                         | 鹿児島県       | 女優・歌手                                               |
| 1998年1月29日（27歳） | 島太星                             | 北海道         | 歌手・俳優・タレント、NORD/Love Harmony's, Inc.          |
| 1998年1月29日（27歳） | 松川菜々花                         | 埼玉県         | モデル・元歌手、元FYT                                    |
| 1998年1月29日（27歳） | 向井地美音                         | 埼玉県         | 歌手、AKB48/AKB48グループ3代目総監督                     |
| 1998年1月30日（27歳） | 中村朱里                           | 千葉県         | 歌手、虹のコンキスタドール                               |
| 1998年1月31日（27歳） | 樋口日奈                           | 東京都         | 歌手、元乃木坂46                                         |
| 1998年2月1日（27歳）  | 葵あおい                           | 東京都         | 歌手・タレント                                           |
| 1998年2月2日（27歳）  | 加藤史帆                           | 東京都         | 歌手・モデル、日向坂46                                   |
| 1998年2月4日（27歳）  | ジュンソプ                         | 韓国           | 歌手・俳優、元MYTEEN                                     |
| 1998年2月4日（27歳）  | 鈴代紗弓                           | 神奈川県       | 声優・歌手、Study                                        |
| 1998年2月5日（27歳）  | 上野優華                           | 徳島県         | 歌手・女優・声優                                         |
| 1998年2月5日（27歳）  | 今野玲央                           | 神奈川県       | 箏曲家                                                   |
| 1998年2月6日（27歳）  | 永井日菜                           | 東京都         | 歌手、元Cheeky Parade                                    |
| 1998年2月6日（27歳）  | 星野みなみ                         | 千葉県         | 元歌手、元乃木坂46                                       |
| 1998年2月7日（27歳）  | 藤咲真有香                         | 栃木県         | 歌手、元まねきケチャ                                     |
| 1998年2月8日（27歳）  | 椎野うい                           | 東京都         | 歌手・タレント、美少女伝説                               |
| 1998年2月8日（27歳）  | 花井美春                           | 北海道         | 声優・歌手                                               |
| 1998年2月9日（27歳）  | 井上ほの花                         | 神奈川県       | 声優・歌手                                               |
| 1998年2月10日（27歳） | 沖口優奈                           | 大阪府         | 歌手・占い師、マジカル・パンチライン                     |
| 1998年2月10日（27歳） | キャンディ・シュー                 | 台湾           | シンガーソングライター                                   |
| 1998年2月10日（27歳） | 根本流風                           | 神奈川県       | 声優・歌手、アイオケ                                     |
| 1998年2月10日（27歳） | 若山詩音                           | 千葉県         | 声優・歌手                                               |
| 1998年2月11日（27歳） | カリード                           | アメリカ合衆国 | R&Bミュージシャン                                        |
| 1998年2月12日（27歳） | ぼくのりりっくのぼうよみ           | 神奈川県       | 歌手・ラッパー                                           |
| 1998年2月13日（27歳） | 長谷川瑞                           | 新潟県         | 歌手、元つりビット                                       |
| 1998年2月15日（27歳） | 伊藤菜々子                         | 静岡県         | シンガーソングライター                                   |
| 1998年2月15日（27歳） | 齋藤冬優花                         | 東京都         | 歌手、櫻坂46                                             |
| 1998年2月17日（27歳） | 奈良麻莉亜                         | 千葉県         | 女優・歌手、BANZAI JAPAN                                 |
| 1998年2月18日（27歳） | バーノン                           | アメリカ合衆国 | 歌手、SEVENTEEN                                          |
| 1998年2月19日（27歳） | サム・キム                         | 韓国           | シンガーソングライター                                   |
| 1998年2月19日（27歳） | ジョンウ                           | 韓国           | 歌手、NCT                                                |
| 1998年2月20日（27歳） | 稲垣梨菜                           | 福岡県         | 歌手、筑豊ご当地アイドルSmile                            |
| 1998年2月21日（27歳） | 叶瀬千紗                           | 新潟県         | モデル・女優・歌手                                       |
| 1998年2月21日（27歳） | 四宮吏桜                           | 福岡県         | 歌手・女優、元Rev. from DVL                              |
| 1998年2月25日（27歳） | 濱頭優                             | 福井県         | 元歌手・元女優、元アイオケ                               |
| 1998年2月27日（27歳） | 小泉留菜                           | 埼玉県         | 歌手、元ナナランド                                       |
| 1998年2月27日（27歳） | 花井円香                           | 東京都         | 女優・歌手、元ヤンチャン学園 音楽部                      |
| 1998年3月1日（27歳）  | 東理紗                             | 神奈川県       | 歌手、生ハムと焼うどん                                   |
| 1998年3月1日（27歳）  | 平沢麗奈                           | 千葉県         | 元歌手・ダンサー・モデル、元Carat                        |
| 1998年3月8日（27歳）  | 山口乃々華                         | 埼玉県         | ダンサー・モデル・女優、元E-girls                        |
| 1998年3月9日（27歳）  | 藤宮コマチ                         | 石川県         | 歌手、元MIGMA SHELTER/元グーグールル                     |
| 1998年3月10日（27歳） | 河実里夏                           | 東京都         | 声優・歌手、WWCUU                                        |
| 1998年3月15日（27歳） | 大谷映美里                         | 東京都         | 歌手、=LOVE/元アキシブproject                            |
| 1998年3月17日（27歳） | 渡邉幸愛                           | 宮城県         | 元歌手、元SUPER☆GiRLS/元Party Rockets                    |
| 1998年3月18日（27歳） | 深田えいみ                         | 栃木県         | AV女優・元歌手、元B少女戦士ゴーファイガー                |
| 1998年3月19日（27歳） | 宇野愛海                           | 栃木県         | 女優・歌手、元私立恵比寿中学                             |
| 1998年3月19日（27歳） | 宮脇咲良                           | 鹿児島県       | 歌手、LE SSERAFIM/元HKT48/元IZ*ONE/元AKB48               |
| 1998年3月22日（27歳） | 川後陽菜                           | 長崎県         | 歌手・モデル、元乃木坂46                                 |
| 1998年3月23日（27歳） | 小田桐咲也                         | 青森県         | 俳優・歌手、VOYZ BOY                                     |
| 1998年3月23日（27歳） | 佐藤楓                             | 愛知県         | 歌手、乃木坂46                                           |
| 1998年3月23日（27歳） | 佐野勇斗                           | 愛知県         | 俳優・歌手、M!LK                                         |
| 1998年3月23日（27歳） | 一色杏子                           | 埼玉県         | タレント・歌手、元DISDOL                                 |
| 1998年3月24日（27歳） | 鈴木裕乃                           | 東京都         | 歌手・モデル・女優、元私立恵比寿中学                     |
| 1998年3月28日（27歳） | 希水しお                           | 東京都         | 声優・歌手、元elfin'                                     |
| 1998年3月28日（27歳） | MIRI                               | 東京都         | 歌手、我儘ラキア/元RHYMEBERRY                            |
| 1998年3月30日（27歳） | 古賀成美                           | 大阪府         | 女優・歌手、元NMB48                                      |
| 1998年3月30日（27歳） | 甲斐莉乃                           | 神奈川県       | 歌手、イラストレーター、水槽とクレマチス/元RAY           |
| 1998年4月1日（27歳）  | 鈴木ことね                         | 茨城県         | 歌手・タレント、元FES☆TIVE                               |
| 1998年4月1日（27歳）  | 日高優月                           | 愛知県         | 歌手、SKE48                                              |
| 1998年4月3日（27歳）  | 大塚愛菜                           | 東京都         | 歌手・元女優、元Juice=Juice                              |
| 1998年4月3日（27歳）  | グッチハイウォーターズ             | アメリカ合衆国 | ラッパー                                                 |
| 1998年4月4日（27歳）  | 大空舞                             | 東京都         | 歌手、元DokiDoki☆ドリームキャンパス                      |
| 1998年4月6日（27歳）  | 勝田里奈                           | 東京都         | 歌手、元アンジュルム                                     |
| 1998年4月6日（27歳）  | 草川直弥                           | 東京都         | 歌手・俳優、EBiSSH/ONE N' ONLY                           |
| 1998年4月7日（27歳）  | 白石真菜                           | 神奈川県       | 歌手、元ラストアイドル                                   |
| 1998年4月8日（27歳）  | 王林                               | 青森県         | 歌手、りんご娘/元ラストアイドル                          |
| 1998年4月9日（27歳）  | 飯田來麗                           | 東京都         | 女優・歌手、元さくら学院                                 |
| 1998年4月10日（27歳） | 新井ひとみ                         | 宮城県         | 歌手、東京女子流                                         |
| 1998年4月11日（27歳） | 海月らな                           | 長崎県         | 歌手・モデル・タレント、LinQ                             |
| 1998年4月12日（27歳） | パウロ・ロンドラ                   | アルゼンチン   | 歌手                                                     |
| 1998年4月14日（27歳） | みきなつみ                         | 埼玉県         | シンガーソングライター                                   |
| 1998年4月17日（27歳） | スパポン・ウドムケーオカンチャナー | タイ           | 俳優・歌手                                               |
| 1998年4月23日（27歳） | 和田まあや                         | 広島県         | 歌手、元乃木坂46                                         |
| 1998年4月25日（27歳） | 荒井麻珠                           | 東京都         | 歌手、元Little Glee Monster                              |
| 1998年4月25日（27歳） | 竹内アンナ                         | アメリカ合衆国 | シンガーソングライター                                   |
| 1998年4月28日（27歳） | 内山悠里菜                         | 愛知県         | 声優・歌手、DIALOGUE+                                    |
| 1998年4月28日（27歳） | 宮田愛萌                           | 東京都         | 歌手、元日向坂46                                         |
| 1998年4月29日（27歳） | 堀内まり菜                         | 東京都         | 歌手、元さくら学院                                       |
| 1998年4月30日（27歳） | 石見舞菜香                         | 埼玉県         | 声優・歌手                                               |
| 1998年5月1日（27歳）  | 平澤芽衣                           | 新潟県         | 歌手、ふれふれチャイムFes. 元THERE THERE THERES/元NILKLY |
| 1998年5月1日（27歳）  | 宮内凛                             | 栃木県         | 歌手、まねきケチャ                                       |
| 1998年5月4日（27歳）  | レックス・オレンジ・カウンティ     | イングランド   | シンガーソングライター                                   |
| 1998年5月5日（27歳）  | 松平璃子                           | 東京都         | 歌手、元櫻坂46                                           |
| 1998年5月6日（27歳）  | 坂口ミノリ                         | 大阪府         | 歌手、元143∽                                             |
| 1998年5月7日（27歳）  | 林田真尋                           | 鹿児島県       | 歌手・ダンサー、元フェアリーズ                           |
| 1998年5月7日（27歳）  | 植木茉優/植木実優                  | 岡山県         | 歌手、まゆみゆ                                           |
| 1998年5月12日（27歳） | 守永七彩                           | 埼玉県         | 歌手、Party Rockets GT                                   |
| 1998年5月13日（27歳） | 岩田華怜                           | 宮城県         | 歌手・女優、元AKB48                                      |
| 1998年5月14日（27歳） | Hime                               | 神奈川県       | 歌手、lyrical school                                     |
| 1998年5月17日（27歳） | 朝長美桜                           | 福岡県         | 歌手、元HKT48/元てんとうむChu!/元AKB48                   |
| 1998年5月20日（27歳） | 鈴乃姫苺                           | 北海道         | シンガーソングライター                                   |
| 1998年5月21日（27歳） | 與那覇結衣                         | 東京都         | 歌手、Drop's/元usa☆usa少女倶楽部                         |
| 1998年5月24日（27歳） | 莉犬                               | 東京都         | 歌手、すとぷり                                           |
| 1998年5月27日（27歳） | 本西彩希帆                         | 千葉県         | 女優・タレント・歌手                                     |
| 1998年5月28日（27歳） | 佐々野愛美                         | 東京都         | タレント・歌手・女優、美少女伝説                         |
| 1998年5月28日（27歳） | 鞘師里保                           | 広島県         | 歌手、元モーニング娘。                                   |
| 1998年5月28日（27歳） | ダヒョン                           | 韓国           | 歌手、TWICE                                              |
| 1998年5月28日（27歳） | 吉川茉優                           | 秋田県         | 歌手、アップアップガールズ（2）                          |
| 1998年5月29日（27歳） | 大橋ちっぽけ                       | 愛知県         | シンガーソングライター                                   |
| 1998年5月30日（27歳） | 新谷姫加                           | 青森県         | タレント・歌手、元Party Rockets GT                       |
| 1998年6月1日（27歳）  | 長谷川芹奈                         | 大阪府         | 歌手、元Little Glee Monster                              |
| 1998年6月3日（27歳）  | 小倉舞子                           | 東京都         | 歌手、elfin'                                             |
| 1998年6月4日（27歳）  | 織田奈那                           | 静岡県         | 歌手、元欅坂46                                           |
| 1998年6月5日（27歳）  | 長妻怜央                           | 茨城県         | 俳優・タレント・歌手、7ORDER                             |
| 1998年6月5日（27歳）  | 湯木慧                             | 大分県         | シンガーソングライター                                   |
| 1998年6月8日（27歳）  | 後藤聖良                           | 兵庫県         | 歌手、元BRATS                                            |
| 1998年6月9日（27歳）  | 木下春奈                           | 大阪府         | 歌手、元NMB48                                            |
| 1998年6月12日（27歳） | 室田瑞希                           | 千葉県         | 歌手、元アンジュルム                                     |
| 1998年6月13日（27歳） | 真田真帆                           | 徳島県         | 女優・歌手、元カメトレ                                   |
| 1998年6月15日（27歳） | コーディ・ロヴァース               | アメリカ合衆国 | シンガーソングライター                                   |
| 1998年6月15日（27歳） | 藤田みりあ                         | 大阪府         | 元歌手・元ダンサー、元フェアリーズ                       |
| 1998年6月16日（27歳） | ローレン・テイラー                 | アメリカ合衆国 | 女優・歌手                                               |
| 1998年6月17日（27歳） | eill                               | 東京都         | シンガーソングライター                                   |
| 1998年6月17日（27歳） | 小川梨瑠沙                         | 秋田県         | 歌手、元青空アバンティ                                   |
| 1998年6月17日（27歳） | 寺本颯輝                           | 愛知県         | ボーカリスト・ギタリスト、postman                        |
| 1998年6月18日（27歳） | パトリツィア・ヤネチコヴァ         | ドイツ         | ソプラノ歌手                                             |
| 1998年6月19日（27歳） | 野村萌々                           |                | 歌手、元カメトレ                                         |
| 1998年6月21日（27歳） | 河野ひより                         | 山梨県         | 声優・歌手                                               |
| 1998年6月25日（27歳） | 藤江萌                             | 大阪府         | タレント・元歌手、元X21                                  |
| 1998年6月26日（27歳） | 田中有紀                           | 東京都         | 歌手、NOW ON AIR                                         |
| 1998年6月27日（27歳） | 安本彩花                           | 東京都         | 歌手、私立恵比寿中学                                     |
| 1998年6月29日（27歳） | 関有美子                           | 福岡県         | 歌手、櫻坂46                                             |

### 7月〜12月
| 生年月日・年齢         | 名前                       | 出身           | 職業・所属・備考                                                   |
| ---------------------- | -------------------------- | -------------- | ------------------------------------------------------------------ |
| 1998年7月1日（27歳）   | 岡本夏美                   | 神奈川県       | 女優・タレント・歌手、元おはガールちゅ!ちゅ!ちゅ!                  |
| 1998年7月6日（27歳）   | 七虹                       | 北海道         | シンガーソングライター                                             |
| 1998年7月8日（27歳）   | ジェイデン・スミス         | アメリカ合衆国 | 俳優・歌手・ラッパー                                               |
| 1998年7月9日（27歳）   | 鬼束大我                   | 京都府         | ジャズドラマー                                                     |
| 1998年7月11日（27歳）  | 石井杏奈                   | 東京都         | ダンサー・女優、元E-girls                                          |
| 1998年7月13日（27歳）  | 鈴木えりか                 | 栃木県         | 歌手・モデル、元PPP! PiXiON                                        |
| 1998年7月15日（27歳）  | ソンソ                     | 中国           | 歌手、宇宙少女                                                     |
| 1998年7月16日（27歳）  | 高橋菜々美                 | 埼玉県         | 声優・歌手、teaRLove                                               |
| 1998年7月16日（27歳）  | 平田梨奈                   | 福岡県         | タレント・歌手、元AKB48                                            |
| 7月16日（18歳没）      | 松野莉奈                   | 東京都         | モデル・女優・歌手、元私立恵比寿中学、+2017年                      |
| 1998年7月22日（27歳）  | 趙嘉敏                     | 中国           | 歌手、SNH48                                                        |
| 1998年7月25日（27歳）  | 実紀                       | 熊本県         | 女優・タレント・歌手                                               |
| 1998年7月26日（27歳）  | さくらまや                 | 北海道         | 演歌歌手                                                           |
| 1998年7月27日（26歳）  | 隈本茉莉奈                 | 福岡県         | 歌手、虹のコンキスタドール                                         |
| 1998年7月27日（26歳）  | 當山みれい                 | 大阪府         | 歌手                                                               |
| 1998年7月27日（26歳）  | 渡邉理佐                   | 茨城県         | 歌手・モデル、元櫻坂46                                             |
| 1998年7月29日（26歳）  | 佐藤景瑚                   | 愛知県         | 歌手、JO1                                                          |
| 1998年7月29日（26歳）  | 長谷川慎                   | 神奈川県       | ダンサー、THE RAMPAGE from EXILE TRIBE                             |
| 1998年7月29日（26歳）  | 陽向こはる                 |                | 歌手、仮面女子/スチームガールズ/Prism                              |
| 1998年7月29日（26歳）  | 村重杏奈                   | 山口県         | 歌手、元HKT48/元NMB48                                              |
| 1998年7月31日（26歳）  | 脇田璃奈                   | 埼玉県         | 歌手、元カレッジ・コスモス                                         |
| 1998年7月1日（27歳）   | 丸りおな                   | 神奈川県       | モデル・歌手・女優、元Needs                                        |
| 1998年8月2日（26歳）   | 新澤菜央                   | 兵庫県         | 歌手、NMB48                                                        |
| 1998年8月2日（26歳）   | 蔡徐坤                     | 中国           | ダンサー、ラッパー、元NINE PERCENT                                 |
| 1998年8月4日（26歳）   | 中野佑美                   | 愛知県         | 歌手、元palet                                                      |
| 1998年8月4日（26歳）   | にゃんぞぬデシ             | 福島県         | シンガーソングライター                                             |
| 1998年8月5日（26歳）   | 杉山真宏                   | 神奈川県       | 歌手・俳優                                                         |
| 1998年8月5日（26歳）   | 鈴木香音                   | 愛知県         | 元歌手、元モーニング娘。                                           |
| 1998年8月5日（26歳）   | 涼邑芹                     | 千葉県         | 歌手、アリス十番/ぴゅあふる                                        |
| 1998年8月8日（26歳）   | ショーン・メンデス         | カナダ         | 歌手・モデル                                                       |
| 1998年8月8日（26歳）   | 松永有紗                   | 東京都         | モデル・女優・歌手、リンクSTAR`s                                   |
| 1998年8月8日（26歳）   | ロナン・パーク             | イングランド   | 歌手                                                               |
| 1998年8月9日（26歳）   | 運上弘菜                   | 北海道         | 歌手、HKT48                                                        |
| 1998年8月10日（26歳）  | 齋藤飛鳥                   | 東京都         | 歌手・モデル・女優、元乃木坂46                                     |
| 1998年8月11日（26歳）  | 音嶋莉沙                   | 福岡県         | 歌手、=LOVE                                                        |
| 1998年8月11日（26歳）  | ナディア・アズィ           | アメリカ合衆国 | ピアニスト                                                         |
| 1998年8月14日（26歳）  | 菅野真衣                   | 東京都         | 声優・歌手、星見プロダクション                                     |
| 1998年8月18日（26歳）  | クレイロ                   | アメリカ合衆国 | シンガーソングライター                                             |
| 1998年8月19日（26歳）  | Sou                        |                | 歌手                                                               |
| 1998年8月19日（26歳）  | 安田陸矢                   | 奈良県         | 声優・歌手                                                         |
| 1998年8月21日（26歳）  | 武田舞彩                   | 福井県         | 歌手、元GEM                                                        |
| 1998年8月24日（26歳）  | 高砂ひなた                 | 大阪府         | 歌手、ハープスター                                                 |
| 1998年8月25日（26歳）  | チャイナ・アン・マクレーン | アメリカ合衆国 | 女優・歌手                                                         |
| 1998年8月26日（26歳）  | 長江崚行                   | 大阪府         | 俳優・歌手                                                         |
| 1998年8月28日（26歳）  | 佐々木琴子                 | 埼玉県         | タレント・声優・歌手、元乃木坂46                                   |
| 1998年8月28日（26歳）  | 東村芽依                   | 奈良県         | 歌手、日向坂46                                                     |
| 1998年8月28日（26歳）  | 福原遥                     | 埼玉県         | 歌手・タレント                                                     |
| 1998年8月31日（26歳）  | 川本紗矢                   | 北海道         | 歌手、元AKB48                                                      |
| 1998年9月1日（26歳）   | 若松来海                   | 沖縄県         | 声優・歌手                                                         |
| 1998年9月3日（26歳）   | 大森美優                   | 神奈川県       | 歌手、AKB48                                                        |
| 1998年9月4日（26歳）   | 長濱ねる                   | 長崎県         | 歌手、元欅坂46/元けやき坂46                                        |
| 1998年9月8日（26歳）   | 戦慄かなの                 | 大阪府         | 歌手、femme fatale 元のーぷらん。/元ZOC                            |
| 1998年9月9日（26歳）   | 坂元葉月                   | 兵庫県         | ダンサー、わーすた                                                 |
| 1998年9月9日（26歳）   | 龍                         | 東京都         | ダンサー、THE RAMPAGE from EXILE TRIBE                             |
| 1998年9月10日（26歳）  | 新倉のあ                   | 北海道         | 歌手・女優、MIGMA SHELTER/元禁断の多数決                           |
| 1998年9月12日（26歳）  | 大滝紗緒里                 | 愛知県         | 女優・歌手、元お掃除ユニットCLEAR'S                                |
| 1998年9月12日（26歳）  | 込山榛香                   | 千葉県         | 歌手、AKB48                                                        |
| 1998年9月15日（26歳）  | 木原瑠生                   | 東京都         | 俳優・歌手、銀河団 from 劇団番町ボーイズ☆                          |
| 1998年9月15日（26歳）  | 清水里香                   | 千葉県         | 歌手、元NMB48                                                      |
| 1998年9月20日（26歳）  | 指出毬亜                   | 埼玉県         | 声優・歌手、虹ヶ咲学園スクールアイドル同好会                       |
| 1998年9月20日（26歳）  | 星流さりあ                 | 大阪府         | 歌手・タレント、アーマーガールズ                                   |
| 1998年9月20日（26歳）  | 高瀬愛奈                   | 大阪府         | 歌手、日向坂46                                                     |
| 1998年9月20日（26歳）  | 日比美思                   | 神奈川県       | 歌手・女優、元Dream5                                               |
| 1998年9月23日（26歳）  | 寺田蘭世                   | 東京都         | 元歌手、元乃木坂46                                                 |
| 1998年9月24日（26歳）  | Eden Kai                   | 東京都         | ギタリスト・シンガーソングライター                                 |
| 1998年9月25日（26歳）  | KOTO                       | 神奈川県       | 歌手                                                               |
| 1998年9月26日（26歳）  | 若田部遥                   | 福岡県         | 元歌手、元HKT48                                                    |
| 1998年9月30日（26歳）  | 今泉佑唯                   | 神奈川県       | 元歌手・元モデル・元女優、元欅坂46                                 |
| 1998年10月2日（26歳）  | ラムヤイ・ハイトンカム     | タイ           | 歌手                                                               |
| 1998年10月3日（26歳）  | 鈴木昂秀                   | 神奈川県       | ダンサー、THE RAMPAGE from EXILE TRIBE                             |
| 1998年10月4日（26歳）  | カエデフェニックス         | 北海道         | 歌手、豆柴の大群                                                   |
| 1998年10月7日（26歳）  | 楠みゆう                   | 東京都         | 歌手、元DollyKiss                                                  |
| 1998年10月8日（26歳）  | 臼澤みさき                 | 岩手県         | 元歌手                                                             |
| 1998年10月8日（26歳）  | 北川綾巴                   | 愛知県         | 歌手、元SKE48/元てんとうむChu!/元AKB48/元ラブ・クレッシェンド      |
| 1998年10月8日（26歳）  | 黒木ナルト                 | ブラジル       | 歌手                                                               |
| 1998年10月9日（26歳）  | モトーラ世理奈             | 東京都         | モデル・女優・歌手                                                 |
| 1998年10月9日（26歳）  | Lee                        | 千葉県         | 歌手・タレント、ael-アエル- 元THE HOOPERS/元AXELL                  |
| 1998年10月9日（26歳）  | 朝花美穂                   | 鳥取県         | 演歌歌手                                                           |
| 1998年10月10日（26歳） | 香椎かてぃ                 | 神奈川県       | 歌手、元ZOC                                                        |
| 1998年10月12日（26歳） | 石田優美                   | 兵庫県         | 歌手、NMB48                                                        |
| 1998年10月14日（26歳） | ちゃんみな                 | 韓国           | 歌手・ラッパー                                                     |
| 1998年10月15日（26歳） | 山田まひろ                 | 愛知県         | 歌手、DEAR KISS/元ラストアイドル                                   |
| 1998年10月18日（26歳） | 鶴巻星奈                   | 東京都         | 歌手、元N☆RNiR/元MARIS                                             |
| 1998年10月19日（26歳） | 前田悠雅                   | 千葉県         | 女優・タレント・歌手                                               |
| 1998年10月20日（26歳） | ReoNa                      | 鹿児島県       | 歌手                                                               |
| 1998年10月21日（26歳） | 大島涼花                   | 神奈川県       | 歌手・女優、元AKB48                                                |
| 1998年10月21日（26歳） | 田村保乃                   | 大阪府         | 歌手、櫻坂46                                                       |
| 1998年10月22日（26歳） | 下村実生                   | 東京都         | 歌手、元フェアリーズ                                               |
| 1998年10月22日（26歳） | ロディ・リッチ             | アメリカ合衆国 | ラッパー                                                           |
| 1998年10月24日（26歳） | デイヤ                     | アメリカ合衆国 | シンガーソングライター                                             |
| 1998年10月25日（26歳） | るぅと                     | 栃木県         | 歌手、すとぷり                                                     |
| 1998年10月28日（26歳） | 門林有羽                   | 大阪府         | 歌手、SUPER☆GiRLS                                                  |
| 1998年10月28日（26歳） | 宮原颯希                   | 新潟県         | 声優・歌手、DIALOGUE+                                              |
| 1998年10月30日（26歳） | 小松もか                   | 茨城県         | 女優・歌手、ハコイリ♡ムスメ                                        |
| 1998年10月30日（26歳） | 田村芽実                   | 群馬県         | 歌手・女優、元アンジュルム                                         |
| 1998年10月30日（26歳） | 古橋舞悠                   | 神奈川県       | 歌手・女優・タレント、メンテナンス/BESTIEM/元アイドリング!!!       |
| 1998年11月1日（26歳）  | kaho                       | 東京都         | 元歌手                                                             |
| 1998年11月2日（26歳）  | 高本彩花                   | 神奈川県       | 歌手・モデル、元日向坂46                                           |
| 1998年11月4日（26歳）  | 夏井みく                   |                | 歌手、SEVEN4                                                       |
| 1998年11月5日（26歳）  | 小片リサ                   | 東京都         | 歌手・タレント、つばきファクトリー                                 |
| 1998年11月8日（26歳）  | 平野もえ                   | 千葉県         | タレント・歌手、Project『L』                                       |
| 1998年11月9日（26歳）  | 広瀬晏夕                   | 静岡県         | 歌手、元東京パフォーマンスドール                                   |
| 1998年11月9日（26歳）  | 佐藤麗奈                   | 埼玉県         | 歌手・モデル・タレント、元アイドリング!!!/元マジカル・パンチライン |
| 1998年11月9日（26歳）  | 野元空                     | 鹿児島県       | 歌手・ダンサー、元フェアリーズ                                     |
| 1998年11月9日（26歳）  | 星川愛美                   | 岡山県         | 歌手、Sha☆in                                                       |
| 1998年11月12日（26歳） | 谷口めぐ                   | 東京都         | 歌手、元AKB48                                                      |
| 1998年11月14日（26歳） | 小池美波                   | 兵庫県         | 歌手、櫻坂46                                                       |
| 1998年11月14日（26歳） | YU-KA                      |                | 歌手、TEMPURA KIDZ                                                 |
| 1998年11月16日（26歳） | 星銀乃丈                   | 愛知県         | 作曲家                                                             |
| 1998年11月17日（26歳） | 鳴海寿莉亜                 | 東京都         | 歌手、夢みるアドレセンス                                           |
| 1998年11月19日（26歳） | カワイレナ                 | 兵庫県         | 歌手・タレント、元loop                                             |
| 1998年11月20日（26歳） | 泉川実穂                   | 愛知県         | 女優・タレント・歌手、元X21                                        |
| 1998年11月20日（26歳） | 柴山サリー                 | 神奈川県       | 歌手・ものまねタレント・YouTuber                                   |
| 1998年11月21日（26歳） | ミゲル・ゲレイロ           | ポルトガル     | 歌手                                                               |
| 1998年11月22日（26歳） | 岡咲美保                   | 岡山県         | 声優・歌手                                                         |
| 1998年11月23日（26歳） | 志田愛佳                   | 新潟県         | 歌手、元欅坂46                                                     |
| 1998年11月24日（26歳） | 山岸理子                   | 千葉県         | 歌手、つばきファクトリー                                           |
| 1998年11月25日（26歳） | 牧野真鈴                   | 長野県         | 歌手・ダンサー、原駅ステージA                                      |
| 1998年11月27日（26歳） | 城恵理子                   | 兵庫県         | 元歌手、元NMB48                                                    |
| 1998年11月28日（26歳） | 黒宮あや                   | 埼玉県         | ベーシスト、BRATS                                                  |
| 1998年11月28日（26歳） | 藤田真央                   | 東京都         | ピアニスト                                                         |
| 1998年11月30日（26歳） | 伊藤純奈                   | 神奈川県       | 歌手・女優、元乃木坂46                                             |
| 1998年12月1日（26歳）  | 宮本佳林                   | 千葉県         | 歌手、元Juice=Juice                                                |
| 12月2日（21歳没）      | ジュース・ワールド         | アメリカ合衆国 | ラッパー、+2019年                                                  |
| 1998年12月2日（26歳）  | 薮下柊                     | 大阪府         | 元歌手、元NMB48                                                    |
| 1998年12月5日（26歳）  | コナン・グレイ             | アメリカ合衆国 | シンガーソングライター                                             |
| 1998年12月6日（26歳）  | 幸村恵理                   | 埼玉県         | 声優・歌手                                                         |
| 1998年12月7日（26歳）  | 加藤万里奈                 | 茨城県         | 口笛演奏家                                                         |
| 1998年12月8日（26歳）  | アナスタシア・リジコフ     | カナダ         | ピアニスト                                                         |
| 1998年12月9日（26歳）  | 木暮晃石                   | 静岡県         | 声優・歌手                                                         |
| 1998年12月9日（26歳）  | 八木ましろ                 | 東京都         | 声優・歌手、Gothic×Luck                                            |
| 1998年12月16日（26歳） | 小林亮太                   | 愛知県         | 俳優・モデル・タレント、元BOYS AND MEN                             |
| 1998年12月17日（26歳） | 川上千尋                   | 大阪府         | 歌手、NMB48                                                        |
| 1998年12月18日（26歳） | 田山せかい                 | 山梨県         | 歌手・女優、元Q-pitch                                              |
| 1998年12月19日（26歳） | 山下エミリー               | 福岡県         | 歌手、HKT48                                                        |
| 1998年12月22日（26歳） | G・ハネリウス              | アメリカ合衆国 | 女優・歌手・声優                                                   |
| 1998年12月22日（26歳） | 鈴木崚汰                   | 愛知県         | 声優・歌手、EROSION                                                |
| 1998年12月23日（26歳） | 佐藤日向                   | 新潟県         | 女優・声優・歌手、Saint Snow/元さくら学院                          |
| 1998年12月25日（26歳） | 新原聖生                   | 鹿児島県       | 歌手、MELLOW MELLOW/元さんみゅ〜                                   |
| 1998年12月28日（26歳） | 架乃ゆら                   | 岡山県         | AV女優・タレント・歌手、元恵比寿マスカッツ                         |
| 1998年12月29日（26歳） | 和島あみ                   | 北海道         | 歌手                                                               |
| 1998年12月30日（26歳） | 植村あかり                 | 大阪府         | 歌手、Juice=Juice                                                  |
| 1998年12月31日（26歳） | 小池優花                   | 大阪府         | 歌手、元たこやきレインボー                                         |
| 月日不明               | ACAね                      |                | 歌手、ずっと真夜中でいいのに。                                     |
| 月日不明               | 石森龍乃介                 | 山梨県         | 歌手、Mellow Youth                                                 |
| 月日不明               | 沢田蒼梧                   | 愛知県         | ピアニスト                                                         |

## 死去
出身地または国籍が日本である人物の国名表記は省略。
- 1月8日 – マイケル・ティペット（ イギリス、作曲家、*1905年）
- 1月11日 – クラウス・テンシュテット（ ドイツ、指揮者、*1926年）
- 1月15日 – ジュニア・ウェルズ（ アメリカ合衆国、ブルース歌手・ハーモニカ奏者、*1934年）
- 2月6日 – カール・ウィルソン（ アメリカ合衆国、ザ・ビーチ・ボーイズのメンバー、*1946年）
- 2月6日 – ファルコ（ オーストリア、歌手、*1957年）
- 4月5日 – コージー・パウエル（ イギリス、ドラマー、*1947年）
- 5月2日 – hide（神奈川県、X JAPANのギタリスト、*1964年）
- 5月14日 – フランク・シナトラ（ アメリカ合衆国、歌手、*1915年）
- 5月19日 – 高田浩吉（兵庫県、歌手・俳優、*1911年）
- 5月28日 – 平吉毅州（兵庫県、作曲家、*1936年）
- 6月10日 – 吉田正（茨城県、作曲家、*1921年）
- 7月3日 – ジョージ・ロイド（ イギリス、作曲家、*1913年）
- 7月23日 – アンドレ・ジェルトレル（ ハンガリー、ヴァイオリニスト、*1907年）
- 7月29日 – ジェローム・ロビンス（ アメリカ合衆国、舞踊家、*1918年）
- 8月3日 – アルフレート・シュニトケ（ ソビエト連邦、作曲家、*1934年）
- 9月13日 – 渡久地政信（沖縄県、作曲家、*1916年）
- 9月23日 – 榎本美佐江（埼玉県、歌手、*1924年）
- 10月25日 – ウォーレン・ウィービー（ アメリカ合衆国、歌手、*1953年）
- 11月11日 – ジェラール・グリゼー（ フランス、作曲家、*1946年）
- 11月11日 – ケニー・カークランド（ アメリカ合衆国、キーボード奏者、*1955年）
- 11月18日 – 大村憲司（兵庫県、ギタリスト、*1949年）
- 11月20日 – ローランド・アルフォンソ（ ジャマイカ、サクソフォーン奏者、*1931年）
- 12月8日 – ヒデ夕樹（歌手、*1940年）